# Edificio Anexo de la Cámara de Diputados
El Anexo “A” de la Cámara de Diputados de la Nación es un edificio que se encuentra frente al Palacio del Congreso en Buenos Aires, Argentina. 
Además de alojar las oficinas de numerosos funcionarios públicos y un auditorio para eventos, se destaca por su gran fachada espejada sobre la cual se refleja la silueta del Congreso Nacional.

## Historia

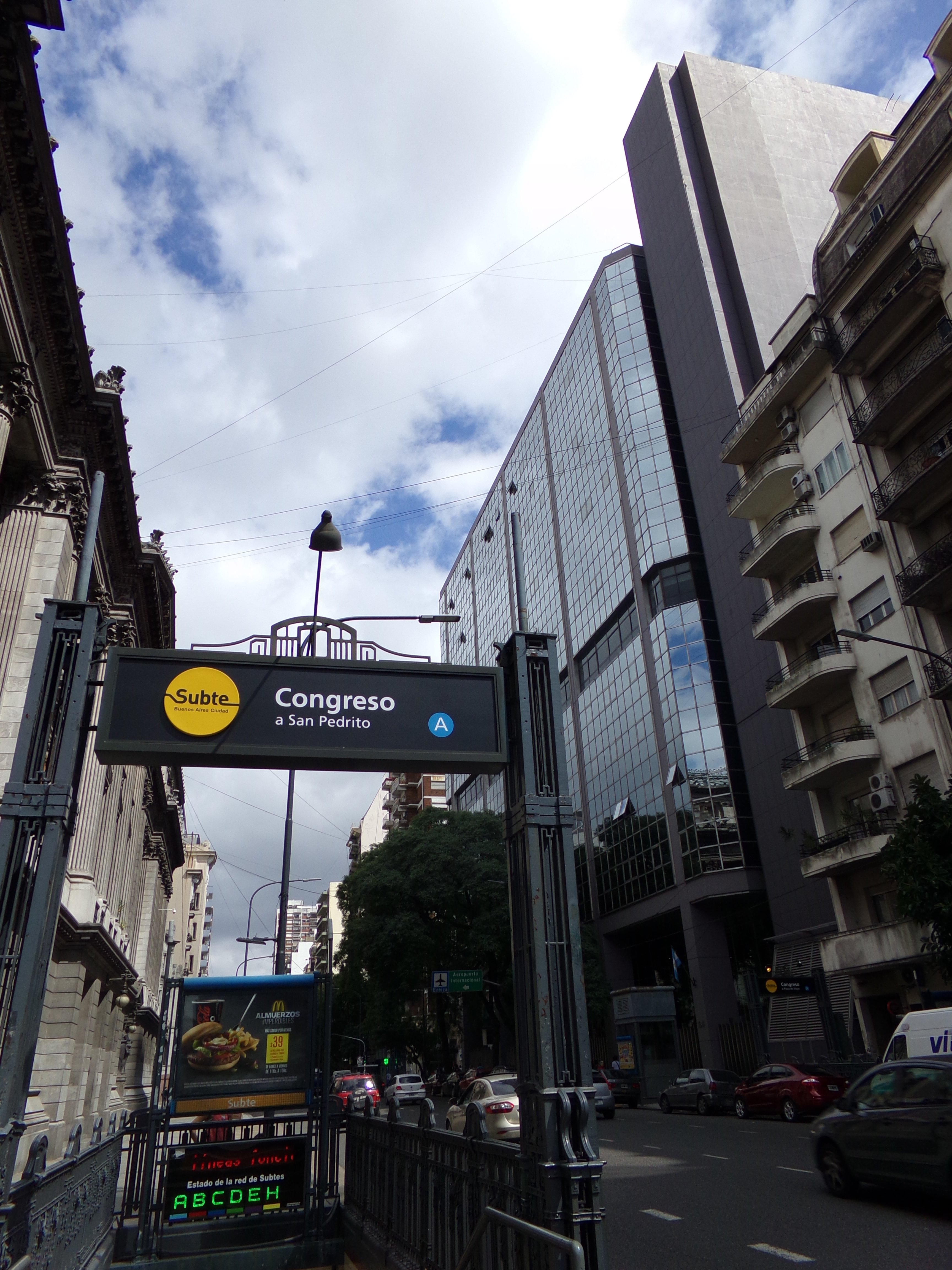
Boca de acceso al Subte con el edificio Anexo detrás.

La Cámara de Diputados de la Nación Argentina cuenta con un número de miembros que se va modificando con el paso del tiempo, ya que la cantidad de representantes por provincia se depende de la población que aquella tenga. Mientras en 1898, año del diseño del Palacio del Congreso original, Argentina contaba con unos 4.000.000 de habitantes, a mediados del siglo XX la población nacional ascendía a 20.000.000. Por este motivo, la cantidad de diputados había aumentado proporcionalmente, y el viejo edificio del Congreso quedaba lógicamente chico.
Así, en 1966 se llamó a un concurso de arquitectura para el diseño de un Edificio Anexo de la Cámara de Diputados, que ocuparía un terreno generoso sobre la esquina de Avenida Rivadavia y Riobamba, mirando al lateral del viejo Congreso Nacional. Se eligió la moderna propuesta del joven estudio de los arquitectos Flora Manteola, Ignacio Petchersky, Javier Sánchez Gómez, Josefa Santos, Justo Solsona y Rafael Viñoly, pero ese año un golpe militar derrocó al Presidente Arturo Illia, y la obra no pudo comenzar.
Recién hacia fines de la dictadura de Alejandro Lanusse se retomó el proyecto y empezó la demolición de los edificios existentes. La construcción comenzó al asumir la Presidencia Héctor Cámpora, con la colocación de la piedra fundamental el 25 de mayo de 1973, y sufrió un giro brusco en 1976, cuando un nuevo golpe militar derrocó a la presidenta María Estela Martínez (más conocida como Isabelita). Esta vez las obras no se detuvieron, sino que pasaron a estar a cargo del Comando de Ingenieros Militares del Ejército, quienes modificaron completamente el proyecto original de 1966, cambiando tanto elementos estéticos como estructurales y generales.
Una vez caída la dictadura, en 1984 el presidente Raúl Alfonsín pudo inaugurar las sesiones del Congreso Nacional, y con ella el nuevo Edificio Anexo de la Cámara de Diputados, en donde comenzaron a instalarse los funcionarios y sus asesores. Como la cantidad de diputados siguió creciendo en los últimos 30 años, fue necesario primero alquilar un edificio de departamentos que se encuentra en Riobamba 71, frente al Edificio Anexo, para instalar más oficinas; y luego diseñar y construir un Anexo “C” sobre la calle Bartolomé Mitre, que se inauguró en 2011. En la actualidad, avanza la construcción del Anexo “D”, al lado del “C”.
Más allá de su función administrativa, el Anexo de Diputados ha sido sede tanto de espectáculos de teatro al aire libre, como de presentaciones de libros y conferencias en su auditorio.
En 2013, en el marco del Plan Rector de Intervenciones Edilicias (PRIE) del Congreso de la Nación, comenzaron una serie de reformas en el Anexo A: se inició el traslado del comedor desde el quinto piso al primer entrepiso, con el objetivo de que este pudiera ser compartido con los nuevos edificios Anexo C y Anexo D, ubicados sobre la calle Bartolomé Mitre pero conectados internamente con el Anexo A. Esto vino acompañado por la remodelación completa del acceso al edificio en la planta baja, deshaciéndose de escaleras existentes y de algunas columnas estructurales, lo que hizo necesaria la ayuda de la Facultad de Ingeniería de La Plata.

## Arquitectura
El Edificio Anexo de Diputados fue diseñado a mediados de la década de 1960, cuando la arquitectura del Movimiento Moderno ya dominaba en todo el mundo, y la Argentina ya se había integrado totalmente con su visión, con una nueva generación de arquitectos jóvenes que se consagraron en esos años. Justo Solsona es una de las figuras fuertes de esa tanda de nuevas personalidades, y junto con su estudio integrado junto a Flora Manteola, Ignacio Petchersky, Javier Sánchez Gómez, Josefina Santos y Rafael Viñoly ganó el concurso de proyectos realizado en 1966, dejando en segundo lugar a un arquitecto ya consagrado como Mario Roberto Álvarez.

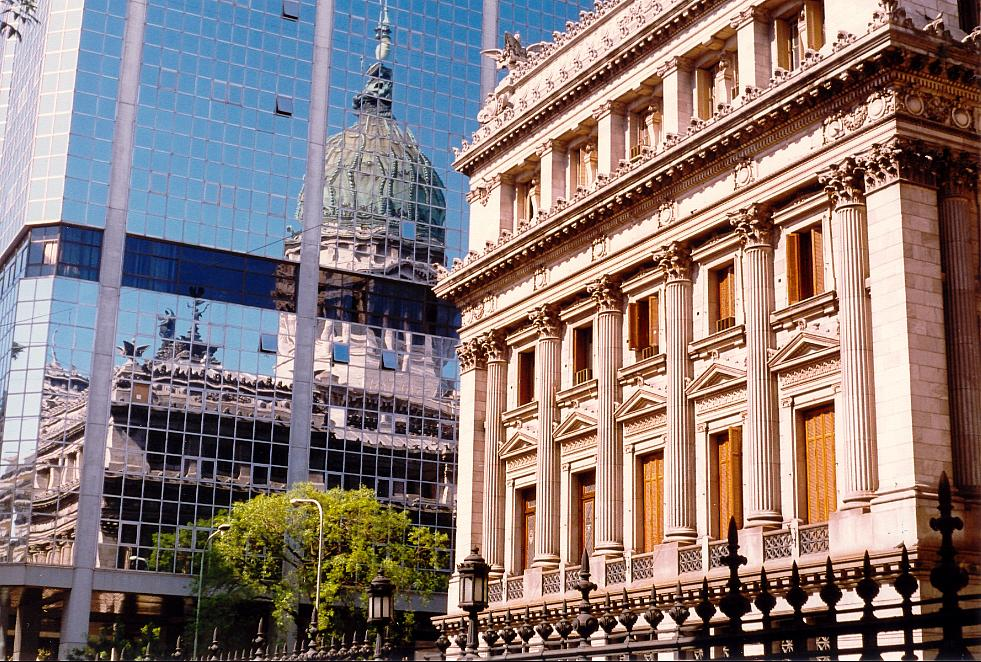
Clásica imagen del reflejo del Palacio del Congreso sobre la fachada del Anexo.

El diseño original era un gran basamento, dejando la planta baja libre al levantar el edificio sobre columnas. De esta base que toma todo el terreno, surgían los tres bloques de oficinas, uno de ellos con menor altura. La idea era dejar el hormigón de la estructura a la vista, y rellenar las fachadas con ladrillo de vidrio; pero cuando la construcción pasó a las manos del Comando de Ingenieros, decidieron que el revestimiento del edificio sería un muro cortina de vidrio espejado. Además, durante la obra se decidió que el tercer bloque que en el proyecto original era más bajo que los otros dos, tendría finalmente la misma cantidad de pisos debido al aumento de diputados y asesores.

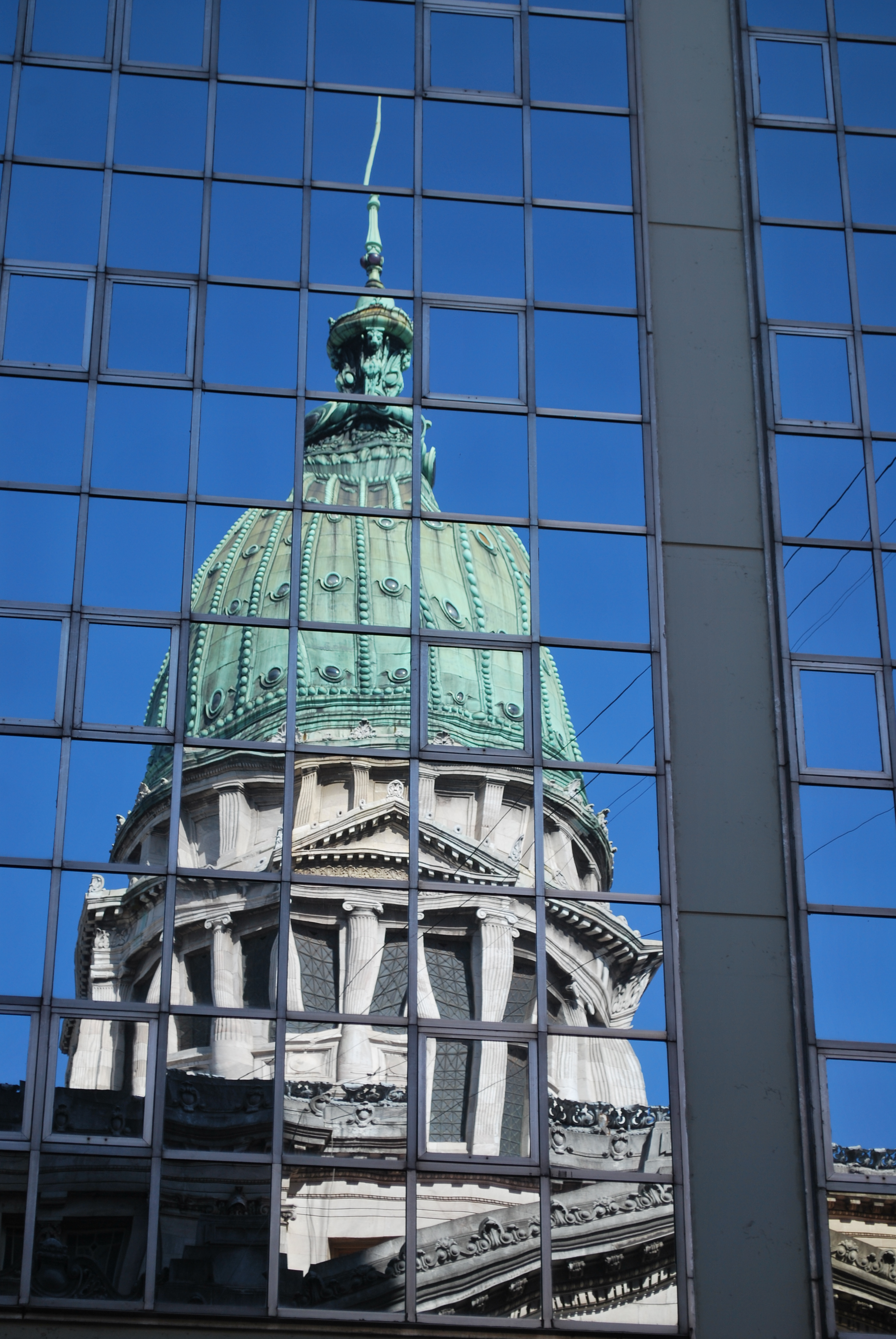
Detalle de la fachada vidriada.

Los subsuelos están ocupados por las cocheras, en la planta baja están los salones para las reuniones de bloques de los partidos políticos y la batería de cuatro ascensores y tres montacargas; y los trece pisos superiores alojan oficinas para el funcionamiento de las Comisiones (del primero al cuarto piso), oficinas administrativas, el comedor (quinto piso) y finalmente, los despachos de los diputados y sus respectivas secretarías (del sexto al decimotercer piso). Además el edificio cuenta con una Auditorio con capacidad para 260 personas en el primer subsuelo, donde se realizan seminarios, conferencias y presentaciones a las que accede el público en general. El quinto piso, donde funciona el comedor, se destaca de los demás en la fachada ya que el vidrio que lo envuelve está más retirado y es de otra tonalidad, cortando la continuidad en la superficie espejada.
Para los cimientos y la submuración del Anexo de Diputados fue necesario excavar hasta la profundidad de 30 metros, ya que bajo la Avenida Rivadavia corren tanto la línea A del Subte de Buenos Aires como el túnel del Ferrocarril Sarmiento que parte de Puerto Madero y llega hasta la Estación Once.
A pesar de la idea de los arquitectos, que pensaron la planta baja abierta y de libre acceso para que los peatones pasaran por ella, desde 2002 hay vallado metálico antivandalismo puesto de forma permanente luego de las protestas sociales de la crisis de 2001, restringiendo la entrada y aislando al edificio. Esta plaza cubierta que toma la entrada principal, está decorada con un mural y luce placas recordando la última dictadura militar y el tiempo que tardó en habilitarse este edificio anexo.